# Dan Beutler
Dan Kristian Beutler, född 7 oktober 1977 i Hallstahammar i Västmanlands län, är en svensk handbollsmålvakt. Han har bland annat spelat i Elitserien/Handbollsligan med fem olika klubbar under tre decennier (Irsta HF, IFK Ystad, Redbergslids IK, IFK Kristianstad och HK Malmö), tio säsonger i tyska Bundesliga (och ett kort inhopp 2015), vunnit Champions League med HSV Hamburg och spelat 71 landskamper för Sveriges landslag.

## Handbollskarriär
Dan Beutler började sin karriär i Hallstahammar SK och har därefter, via Irsta HF, spelat i elitserieklubbarna IFK Ystad och Redbergslids IK.
Efter en mycket framgångsrik säsong i Redbergslids IK 2002/2003, med SM-guld och finalförlust i Cupvinnarcupen mot BM Ciudad Real, fick den tyska proffsklubben SG Flensburg-Handewitt upp ögonen för honom och han värvades dit efter säsongens slut.
Inför säsongen 2011/2012 värvades Dan Beutler till de regerande tyska mästarna HSV Hamburg. Beutler antydde att detta kunde bli hans sista klubbsejour i karriären. Med Hamburg vann han 2013 EHF Champions League vilket var ett storslaget (förmodat) slut på en tio säsonger lång karriär i Bundesliga.
2013 gick Dan Beutler till elitserieklubben IFK Kristianstad. Kristianstad avslutade kontraktet i november 2014 sedan Beutler skrivit kontrakt med en iransk klubb att spela en turnering i Qatar under samma tid som klubben hade viktiga matcher. Efter avskedet från Kristianstad spelade Beutler åter lite i tyska ligan, för TBV Lemgo.  Han spelade fyra säsonger för HK Malmö från 2015 till 2019. Från 2019 skulle han ha spelat han för danska GOG. Han testade dock positivt för doping under 2019 och förlorade därför sitt kontrakt med GOG. Den 3 februari 2020 skrev han kontrakt med HK Malmö för en comeback i klubben efter dopingavstängningen.